# 贾马鲁尔·基拉姆三世
賈馬魯爾·基拉姆三世（1938年7月16日—2013年10月20日）曾经掌领位處菲律賓南部的蘇祿蘇丹國 ，被称為“世上最貧窮的蘇丹”。
他参加了2007年菲律賓參議員大選，并且因为在大選中落敗而被廣為人知。
2013年，賈瑪魯爾·基拉姆三世引起了北婆羅洲問题（參見2013年拿篤衝突）。

## 逝世
2013年10月20日，贾马鲁尔·基拉姆三世因多器官衰竭病逝於菲律賓馬尼拉的一家醫院中，留下了八个孩子及两位遗孀 ，享年75岁。临终前，他请求把自己埋葬在苏禄苏丹国的首都棉邦镇（Maimbung）。众多的政治人物向这位最后的苏丹表达了敬意，包括棉兰老穆斯林自治区的前总督Mujiv Sabbihi Hataman 、苏禄省副省长 Abdusakur Mahail Tan 、菲律宾前统治者夫人伊梅尔达·马科斯以及马拉坎南宫。
他的发言人表示，他们的“王室”将不会在和马来西亚的争端上退缩，并且希望在沙巴恢复统治。马来西亚皇家警察在沙巴表示，他们将继续警惕任何对主权的侵犯。
2013年2月12日，他的兄弟率領200多名支持者從菲律賓潛入沙巴州拉哈達圖鎮，索要祖地，其中約有30人配備武器，與當地警方對峙。 
2013年3月7日，吉拉姆三世呼吁停火，但遭到馬來西亞方面的拒絕。馬來西亞國防部部長表示，除非武裝分子無條件投降，否則不會單方面停火。